# Malahalli, Belur
Malahalli là một làng thuộc tehsil Belur, huyện Hassan, bang Karnataka, Ấn Độ.